# Mississippi (The Cats)
Mississippi is een promotiesingle van The Cats. Het werd uitgegeven in het kader van een promotie van KLM. De KLM had toen een Boeing 747 in dienst onder de naam Mississippi. The Cats traden als passagiers op in een promotiefilm Just a flight. Het nummer verscheen niet als commerciële uitgave en belandde daardoor ook niet in hitparades. Later werd het wel als een soort bonustrack meegeperst op verzamelalbums. De 7 inches vinyl single was slechts aan één kant afspeelbaar.
Een jaar later zou Pussycat een nummer 1-hit hebben met hun Mississippi.